# СВАПО
Організація народів Південно-Західної Африки (англ. South West Africa People's Organization, SWAPO нім. Südwestafrikanische Volksorganisation, SWAVO, афр. Suidwes-Afrikaanse Volk-Organisasie, SWAVO) — політична партія і колишній визвольний рух в Намібії. Правляча партія в Намібії з моменту здобуття незалежності в 1990 році. Партія здобула 75,1% голосів виборців, або 55 з 78 місць у парламентських виборах від 15 листопада 2004 року.
Хоча організація відхилила термін Південно-Західна Африка і наполягала на заміні його терміном «Намібія», власна назва організації походить від старої назви території яка вже занадто глибоко вкоренилася, щоб бути змінена. Тим не менш, оригінальна повна назва більше не використовуються і тільки акронім залишився, офіційна сьогоденна назва СВАПО Намібійська партія.

## Історія
Після Першої світової війни Ліга Націй надала мандат на Південно-Західну Африку, колишню німецьку колонію, Об'єднаному Королівству, через домініон Південна Африка. Коли Національна партія перемогла на виборах 1948 року в Південній Африці, вона ввела апартеїдне законодавство, ці закони також впровадили у Південно-Західній Африці, яка була де-факто п'ятою провінцією Південної Африки
СВАПО була заснована 19 квітня 1960 Andimba Toivo ya Toivo як наступниканародного конгресу Овамболенду, організації, створеної в 1957 році і перейменованої на Організацію народу Овамболенду в 1959 році. Причина перейменування в тому, що хоча організація мала базу серед овамбо, народу на півночі Намібії, вона воліла бути представником всіх намібійців.
У 1962 СВАПО заявила себе як домінуюча націоналістична організація народу Намібії, об'єднавши інші групи, такі як Національна спілка Південно-Західної Африки, а в 1976 році також Намібійську Африканську народно-демократичну організацію, СВАПО використовували партизанську тактику проти південноафриканської армії. 26 серпня 1966 відбулося перше велике зіткнення — конфлікт стався, коли підрозділ південноафриканської поліції, за підтримки південноафриканських ВПС, відкрили вогонь по силами СВАПО. Цю дату прийнято вважати початком Південно-Африканської прикордонної війни. У 1972 році, ГА ООН визнала СВАПО як «єдиного законного представника» народу Намібії.
Ангола здобула незалежність 11 листопада 1975 року, після війни за незалежність. Лівий Народний рух за звільнення Анголи прийшов до влади за підтримки Куби і Радянського Союзу. Ангола запропонувала СВАПО створити бази для атак проти південноафриканських військ в березні 1976 року.

## Незалежність
Коли Намібія здобула незалежність в 1990 році, СВАПО стала домінуючою політичною партією, а її голову Сем Нуйома обрано першим президентом Намібії. Нуйома змінив Конституцію, щоб балотуватися на третій термін в 1999 році, але у 2004 році був замінений на посаді голови СВАПО кандидатом в президенти Хіфікепуньє Похамба, який був оголошений наступником Нуйома.